# Giovanni Franken
Giovanni Francesco Zacharias Franken (Rotterdam, 14 november 1979) is een Nederlands voormalig profvoetballer en huidig voetbaltrainer.

## Spelersloopbaan

### Clubvoetbal
Franken doorliep de gehele jeugdopleiding van Feyenoord maar brak niet door. In 1998 maakte Franken zijn debuut in het betaald voetbal namens FC Dordrecht. Hij speelde vijf wedstrijden voor de club in de eerste divisie waarna hij zwaar geblesseerd raakte. Na kort bij VVM gespeeld te hebben, trok RKC Waalwijk hem in de zomer van 1999 aan. Hij kwam tot acht duels in competitieverband, waarna zijn contract in 2002 afliep.
Franken vertrok naar de amateurs en speelde achtereenvolgens voor DOTO, BVV Barendrecht en RVVH. In het seizoen 2004/05 werd hij met DOTO kampioen in de 1e Klasse. In zijn periode bij DOTO werd eveneens de AD Rijnmond Cup tweemaal gewonnen en eenmaal de KNVB Beker voor amateurs.
In de zomer van 2006 trok BVV Barendrecht hem aan en werd hij met Barendrecht kampioen in de 1e Klasse. In de zomer van 2007 ging Franken naar toen 2e klasser RVVH uit Ridderkerk. Daar werd hij speler en mede verantwoordelijk voor het technisch beleid. In het seizoen 2007-2008 promoveerde hij met RVVH als kampioen vanuit de 2e Klasse naar de 1e Klasse. Het seizoen erop promoveerde RVVH wederom, nu via de nacompetitie naar de Hoofdklasse (Nederlands amateurvoetbal). Franken maakte de winnende treffer in de verlenging van de finale van de nacompetitie tegen FC Rijnvogels.

### Internationaal voetbal
Franken was international voor het Nederlands-Antilliaans voetbalelftal. Na de mislukte campagne om kwalificatie voor het wereldkampioenschap voetbal 2006 onder bondscoach Pim Verbeek trok hij zich in eerste instantie terug maar de nieuwe bondscoach Leen Looijen wist hem toch over te halen en zich weer beschikbaar te stellen. Franken deed mee op 6 februari 2008 met de Nederlandse Antillen in de met 1-0 gewonnen wedstrijd in en tegen Nicaragua. In de finale voor kwalificatie voor de voorronde van het WK verloren de Nederlandse Antillen van Haïti met 1-0. Hierna bedankte Franken definitief als international voor de Nederlandse Antillen. In totaal speelde hij zeven interlands.

## Trainersloopbaan
In 2010 zette Franken een punt achter zijn actieve spelersloopbaan en werd voetbaltrainer. Hij werd in het seizoen 2010-2011 trainer van RVVH dames 1, waarmee hij direct naar de nieuw opgezette Topklasse promoveerde. Daarna werd hij trainer van RVVH 2, waarmee hij ook weer een promotie bewerkstelligde door naar de reserve-hoofdklasse te promoveren. In het seizoen 2013/14 had hij vanaf kort na de competitiestart de verantwoordelijkheid voor het eerste elftal van RVVH, nadat Adri van Tiggelen was opgestapt. Franken en RVVH eindigden als tweede in de Hoofdklasse B en wonnen tevens dat jaar voor de eerste maal in de historie de VoetbalRijnmond Cup. Het volgende seizoen werden Franken en RVVH derde in de Hoofdklasse en plaatsten zij zich daarmee voor de nacompetitie voor een plek in de Topklasse. RVVH won de finale van HSV Hoek en promoveerde naar de Topklasse. Omdat Franken met RVVH in 2015 naar de Topklasse promoveerde, kreeg hij problemen met zijn trainerslicentie. Hij had geen diploma om op dat niveau te trainen en RVVH kreeg geen dispensatie van de KNVB. Franken was gedwongen zich terug te trekken, waarna Cor Lems het overnam. Later dat jaar behaalde Franken alsnog zijn diploma maar was RVVH inmiddels al gedegradeerd en teruggekeerd naar de Hoofdklasse. In 2018 degradeerde Franken met RVVH, nu naar de eerste klasse. Zelf vertrok hij in de zomer naar Achilles Veen. De zaterdaghoofdklasser beëindigde de samenwerking met hem echter al in januari 2019. Franken vond al snel iets nieuws, want in februari werd bekend dat hij het seizoen afmaakte als interim-trainer bij de zondagtak van FC IJsselmonde, uitkomend in de derde klasse. Hij werd kampioen met FC IJsselmonde en promoveerde met deze club naar de 2e klasse zondag. In mei 2019 tekende hij een contract met ADO Den Haag, waar hij de Onder 15 onder zijn hoede kreeg. Met dat team promoveerde hij 2x naar divisie 1. De hoogsthaalbare klasse
In 2020 stapte hij over naar ADO Den Haag Onder 18. In de zomer van 2021 schoof Franken vervolgens door naar de functie van assistent-trainer bij de eerste selectie van ADO Den Haag onder hoofdtrainer Ruud Brood. Op 28 februari 2022 werd Brood ontslagen en werd Giovanni Franken ad interim de nieuwe hoofdtrainer. Hij bereikte met de ploeg de finale van de play-offs en verloor deze van SBV Excelsior.
Franken werd vanaf 2013 tevens bondscoach van Aruba. Door onder andere overwinningen op Guam, Britse Maagdeneilanden (7-0 grootste overwinning ooit voor Aruba), Turks- en Caicoseilanden steeg Aruba van de 198e plaats naar de 116e plaats op de wereldranglijst. Franken stopte als bondscoach nadat Aruba in juni 2015 in de WK-kwalificatie 2018 uitgeschakeld werd door Barbados. Aruba ging echter toch door omdat Barbados een niet-speelgerechtigde speler had opgesteld en Franken werd ad interim opgevolgd door Rini Coolen.